# 別所町 (北九州市)
別所町（べっしょまち）は福岡県北九州市八幡西区の町。住居表示実施済み。郵便番号は806-0068。

## 地理
八幡西区の中央部に位置し、北に小鷺田町、東に茶売町、南東に別当町、南に引野、西に鉄王と接する。

### 河川
- 普通河川 宮川

## 地域の特徴
町域の南東縁に沿って国道200号が走り、南西縁に沿って宮川が流れる。起伏のある地形となっている。町内に福岡県立八幡工業高等学校，北九州市立引野中学校，別所保育園，北九州市立引野市民センターなどがある。

## 歴史

### 地名の由来
大字引野の字別所に由来する。町内に市瀬鷹見神社の御神幸の時の別所（浮殿）跡がある。

### 沿革
- 1973年（昭和48年）6月1日 - 別所町新設[5]。
- 1974年（昭和49年）4月1日 - 八幡区が八幡西区と八幡東区に分かれ、八幡区別所町は八幡西区別所町となる[6]。

### 町名の変遷
| 実施内容          | 実施年月日               | 実施後 | 実施前                     |
| ----------------- | ------------------------ | ------ | -------------------------- |
| 町名新設 住居表示 | 1973年（昭和48年）6月1日 | 別所町 | 大字熊手，大字引野の各一部 |

## 世帯数と人口
2025年（令和7年）3月31日現在（北九州市発表）の世帯数と人口は以下の通りである。
| 町     | 世帯数  | 人口    |
| ------ | ------- | ------- |
| 別所町 | 627世帯 | 1,161人 |

### 人口の変遷
国勢調査による人口の推移。
| 1995年（平成7年）  | 1,547人 | [ 8 ]  |  |
| 2000年（平成12年） | 1,473人 | [ 9 ]  |  |
| 2005年（平成17年） | 1,466人 | [ 10 ] |  |
| 2010年（平成22年） | 1,411人 | [ 11 ] |  |
| 2015年（平成27年） | 1,384人 | [ 12 ] |  |
| 2020年（令和2年）  | 1,273人 | [ 13 ] |  |

### 世帯数の変遷
国勢調査による世帯数の推移。
| 1995年（平成7年）  | 571世帯 | [ 8 ]  |  |
| 2000年（平成12年） | 589世帯 | [ 9 ]  |  |
| 2005年（平成17年） | 627世帯 | [ 10 ] |  |
| 2010年（平成22年） | 618世帯 | [ 11 ] |  |
| 2015年（平成27年） | 631世帯 | [ 12 ] |  |
| 2020年（令和2年）  | 613世帯 | [ 13 ] |  |

## 学区
市立小・中学校に通う場合、学区は以下の通りとなる。
| 町     | 街区 | 小学校               | 中学校               |
| ------ | ---- | -------------------- | -------------------- |
| 別所町 | 全域 | 北九州市立引野小学校 | 北九州市立引野中学校 |

## 交通

### バス
域内のバス停と系統は以下のとおりである。
| 運行事業者 | 運行事業者     | 西鉄バス北九州 | 西鉄バス北九州 | 西鉄バス北九州 | 西鉄バス北九州 | 西鉄バス北九州 |
| 系統       | 系統           | 40             | 41             | 53             | 75             | 76             |
| 停留所     | 別当町         | ○              | ○              | ○              | ○              | ○              |
| 停留所     | 八幡工業高校前 | ○              | ○              | ○              | ○              | ○              |

### 道路
- 国道200号

## 施設

### 公共施設
- 北九州市立引野市民センター

### 教育施設
- 福岡県立八幡工業高等学校
- 北九州市立引野中学校

### 社会福祉施設
- 別所保育園

### 公営住宅
- 市営別所団地

### 公園
- 引野公園